# The Nation (Nigeria)
The Nation es un periódico nigeriano de circulación diaria con sede en Lagos. Según una encuesta de 2009, se trató del segundo periódico más leído de Nigeria, repitiendo este resultado en un informe de 2011 de la Asociación de Anunciantes de Nigeria (ADVANS). 
El periódico está destinado a una audiencia conformado por la élite empresarial y política, los más ricos y los más educados del país.  The Nation tiene plantas de impresión en Lagos, Abuya y Port Harcourt. 
Las secciones del periódico incluyen negocios y economía, política pública, control político, deporte, artes y cultura. 
El periódico se convirtió en el primero de su tipo en lograr alcanzar una circulación importante en los 36 estados de Nigeria en solo dos años de funcionamiento. En gran medida esto se debe a su popular publicación extraíble titulada Campuslife, una publicación especialmente dedicada a estudiantes de periodismo y escritores de bajos recursos. La publicación de Campuslife, liderada por el fallecido periodista Ngozi Nwozor-Agbo, ayudó al periódico a convertirse en un importante medio de comunicación en Nigeria, además de ayudar a impulsar el estudio del periodismo en el país. 
En abril de 2010, hombres armados asesinaron a Edo Ugbagwu, un importante reportero que cubrió casos judiciales para The Nation. Se desconocen los motivos del crimen.  

## Editores
- Director Gerente / Editor en Jefe - Victor Ifijeh
- Editor - Adeniyi Adesina
- Editor adjunto - Emmanuel Oladesu
- Presidente, Comité Editorial - Sam Omatseye
- Editor, en línea - Sunday Oguntola
- Editor en jefe, Northern Operation - Yusuf Alli
- Editor adjunto (Noticias) - Bunmi Ogunmodede
- Editor adjunto (Capital de la nación) - Onyedi Ojeabor